# Gabrielle Haardt
Pour les articles homonymes, voir Haardt.
 (septembre 2013).
Si vous disposez d'ouvrages ou d'articles de référence ou si vous connaissez des sites web de qualité traitant du thème abordé ici, merci de compléter l'article en donnant les références utiles à sa vérifiabilité et en les liant à la section « Notes et références ».
Gabrielle Haardt est une sculptrice et créatrice de bijoux française, née à Paris le 11 juillet 1917 et morte à Bruxelles le 21 décembre 2004. 
Elle est la fille du peintre Marcel Haardt (1890- 1939), et la nièce de Georges-Marie Haardt (1884-1932), qui dirigea les deux grandes expéditions automobiles organisées par André Citroën, la Croisière noire (1924-1925) et la Croisière jaune (1931-1932). 

## Biographie
Après un long séjour en Italie, où Gabrielle Haardt apprend à lire et à écrire (1922 - 1930), elle s'installe à Bruxelles avec sa mère, où elle effectue des études d'infirmière à l'Institut Édith Cavell (1936 -1939). En juin 1943, elle épouse l'architecte Marcel Lambrichs et est immergée, grâce à lui et à son frère jumeau, Georges Lambrichs, dans le milieu littéraire et artistique belge proche des surréalistes. Elle commence à peindre. 
En 1960, elle commence la sculpture. Elle façonne d'abord des portraits, puis elle sculpte ses premières formes abstraites, qu'elle travaille d'abord en terre, puis en plâtre, et qu'elle fait ensuite couler en bronze. En 1970, elle entame une série de grands dessins en feutre sur papier, et elle façonne aussi ses premiers bijoux, qu'elle commence à exposer régulièrement dans des galeries à Bruxelles et en Belgique. À partir de 1974, elle part régulièrement travailler à Pietrasanta, près de Carrare, en Italie, où elle surveille la réalisation de ses sculptures en marbre ou en bronze et rencontre de nombreux sculpteurs. Ses thèmes de prédilection, pour les sculptures comme pour les bijoux, sont les amants, les femmes, les danseuses, les mains... 
En 1975, elle présente sa première exposition personnelle de sculptures et de bijoux à la Galerie Pierre Vanderborght à Bruxelles . Peu après, elle commence à participer à de nombreuses expositions collectives  et à plusieurs concours internationaux de bijoux (en 1978 son pendentif "Le Jugement dernier" reçoit un prix au 25e concours De Beers International). En 1984, elle se met aussi au pastel et commence une longue série d'autoportraits et de portraits tout en continuant à créer de nombreux bijoux, sculptures, dessins, objets de table... En 1992, une grande exposition de ses œuvres est organisée au musée d'Ixelles. À partir de 2000 elle participe à plusieurs expositions à la Galerie Bastien à Bruxelles. En 2001 sa sculpture Hommage à Paul Delvaux est installée à l'aéroport de Bruxelles. En 2003, sa dernière sculpture, L'Extase, est présentée au public lors de sa dernière exposition personnelle à la Galerie Quadri à Bruxelles. 

#### Monographies
- Élancée, livre-objet tiré à 21 exemplaires numérotés (poème de Michel Butor « Élancée » et bijou en argent), Lettera Amorosa, Braine-le-Comte, Belgique, 1975.
- Gabrielle Haardt, catalogue de l’exposition à la galerie Pierre Vanderborght, éd. Lettera Amorosa, Braine-le-Comte, Belgique, 1975.
- Gabrielle Haardt, texte de Philippe Roberts-Jones, « Le bijou fait la main », Centre belge du bijou contemporain, Bruxelles, 1978.
- Gabrielle Haardt, textes de Philippe Jones, Georges Lambrichs, Claude-Michel Cluny, Michel Butor, L'État des Lieux, Musée d'Ixelles / Éditions de la Différence, Paris, 1992.
- Gabrielle Haardt, monographie, Éditions de la Différence, Paris (à paraître).

#### Ouvrages et catalogues collectifs
- « Haardt Gabrielle », L’Art en Belgique, éditions nationales d’art, Bruxelles, 1978.
- France Borel, « Gabrielle Haardt », catalogue de l’exposition « Œuvres acquises en 1978 par le Secrétariat d’État à la Culture française », Bruxelles, février - mars 1979.
- Philippe Roberts-Jones, « Gabrielle Haardt ou le bijou fait la main », L’Alphabet des circonstances, Essais sur l’art du XIXe et XXe siècles Académie royale de Belgique, Bruxelles, 1982.
- « Gabriële Haardt » [sic], catalogue de l’exposition Juweelkunst in België van gotiek tot heden, Gemeentekrediet, imprimerie Snoeck, Gand, juin – octobre 1986.
- « Gabrielle Haardt » in « Pierre-Paul Dupont & Johan Valcke, Bijoux belges contemporains,  Mardaga,  Liège, 1992.
- « Gabrielle Haardt », in « Sculptures », catalogue de l’exposition du 21 au 10 septembre 2000 à la Galerie J. Bastien, Bruxelles.